# SUCRE

Mapa de los países participantes en el ALBA

SUCRE (Sistema Unitario de Compensación Regional) fue una divisa propuesta para intercambios comerciales entre países miembros de la Alianza Bolivariana para las Américas (ALBA), más Ecuador, que en ese momento no era Estado miembro de la alianza, con la intención reemplazar progresivamente al dólar estadounidense en el comercio interregional que existe entre los países adheridos al ALBA (Antigua y Barbuda, Bolivia, Cuba, Dominica, Ecuador, Granada, Nicaragua, San Cristóbal y Nieves, San Vicente y las Granadinas, Santa Lucía, Surinam y Venezuela).
Era una unidad de cuenta y de valor, más no una moneda convertible controlada por un organismo emisor de piezas y billetes de curso legal. Países miembros del SUCRE son Bolivia, Cuba, Ecuador, Nicaragua y Venezuela. Uruguay firmó una carta de solicitud de adhesión en 2013.

## Entrada en vigencia y uso del SUCRE
En la ciudad boliviana de Cochabamba, el día 17 de octubre de 2009 fue aprobada la creación y entrada oficial del SUCRE, y comenzarán a operar con ella a partir de enero de 2010.
El 27 de enero de 2010 entró en vigencia la nueva moneda en una reunión de ministros de agricultura de los países miembros cuya primera transacción fue la compra de un cargamento de arroz venezolano por Cuba el 4 de febrero. El valor inicial del signo monetario fue de US$1,25.
El 6 de julio de 2010, Venezuela y Ecuador realizaron la primera transacción bilateral a través del Sistema Unitario de Compensación Regional (SUCRE), creada por acuerdo de los países de la Alianza Bolivariana de los Pueblos de Nuestra América (ALBA). La Corporación CASA fue la primera empresa beneficiada en la operación, que consistió en la venta de 5 430 toneladas métricas de arroz por Ecuador a Venezuela. Por la parte ecuatoriana, el exportador fue el Banco Nacional de Fomento, ente que recibió por la transacción 1 894 015 Sucres, mientras el importador fue la empresa venezolana Corporación de Abastecimiento y Servicios Agrícolas, adscrita al Ministerio de Agricultura.
Así mismo el 8 de octubre de 2010 Bolivia realizó su primera exportación en Sucres de 5 000 toneladas métricas de aceite crudo de soja hacia Venezuela por un monto de 4,64 millones de Sucres y para el año 2012 las proyecciones de Bolivia es de quintuplicar las transacciones en Sucres
En marzo de 2013, Uruguay ingreso al SUCRE, convirtiéndose así en el primer país no miembro de ALBA en entrar al sistema.
En el primer año de ser creado este sistema (2010), el intercambio comercial alcanzó los 12 millones de dólares. En el 2011 hubo un incremento, alcanzando los 216 millones de Sucres o 270 millones de dólares (un Sucre es equivalente a 1,25 dólares). En el año 2012 las operaciones comerciales que se han hecho alcanzaron su máximo con 2646 transacciones por un valor de 1070 millones de dólares. Después el uso del sistema disminuyó cada año, llegando a 757 transacciones por un valor de 345 millones de dólares en 2015. Los diez rubros transados más importantes son aceite de palma en bruto, atún, azúcar, leche y nata, polímeros, aceite de palma refinado, neumáticos, grasas y aceites, productos farmacéuticos y latas o botes.

### Adhesión de Uruguay
Uruguay firmó el domingo 24 de marzo de 2013 en Caracas, una carta de solicitud de adhesión al sistema SUCRE por parte del Canciller de la República, Emb. Luis Almagro Lemes. El entonces Presidente encargado de Venezuela, Nicolás Maduro, estimó que el comercio bilateral entre Venezuela y Uruguay crecerá 30% gracias a lo acordado en la ocasión. Uruguay hasta hoy no es país miembro del SUCRE pero participa como país invitado en reuniones del Directorio Ejecutivo del Consejo Monetario Regional.

### Sucre en Ecuador
El uso del sistema por Ecuador también alcanzó su máximo en 2012 con 2077 transferencias (2064 correspondiendo a exportaciones)
por un valor de 910 millones de dólares, disminuyendo después por cada año. En 2016 había 381 transferencias (todas correspondiendo a exportaciones) por un valor de 98 millones de dólares.

### Irregularidades
En octubre de 2011 el descubrimiento de 4 contenedores en la aduana de Guayaquil en Ecuador listas para exportar a Venezuela de una supuesta carga fracturada de 100 Tm de pimienta negra por un valor de 685,000 dólares y que solo llevaba un total de solo 340 kg ha dado inicio a una investigación sobre la empresa Privatum Management Prinage S.A. quienes desde 2007 no habían cancelado impuestos y que durante el año 2010 había realizado exportaciones por un valor de 14 millones 362 mil 800 dólares del mismo producto pimienta negra, lo que significaria una red de lavados de activos así como otras 316 empresas que la Asamblea de Ecuador ha reabierto en 2021 el caso, muchas de estas empresas eran ficticias con direcciones y número telefónico falsos. La revista ecuatoriana Vanguardia en octubre de 2011 presentó tres reportajes sobre las irregularidades que se presentaron en las exportaviones a Venezuela para lo cual la Fiscalía ecuatoriana desestimó bajo el supuesto de no existir delito aduanero sino una irregularidad que no les compete investigar (direcciones falsas). Otras empresas exportaron textiles, tela de fieltro sobrefacturada, edredones, desde 2009 a 630 dólares el kilogramo  cuando en el mercado ecuatoriano costaba 1.87 dólares.
En 2021 se dio inicio a una investigación en la Asamblea Nacional del Ecuador, por parte del asambleísta Fernando Villavicencio, bajo el argumento nunca comprobado de que se puso en riesgo las reservas existentes tanto en Ecuador y Venezuela que desviaron a paraísos fiscales donde la falta de control y la debilidad del sistema precipitó a que se cometieran varios delitos.

### En Nicaragua
En febrero de 2013 Nicaragua y Venezuela realizaron su primera transacción con el SUCRE con una cuota de 25 millones de sucres, equivalentes a 31.2 millones de dólares. En principio, se acordó que las operaciones con esta moneda virtual girarán en torno a las exportaciones de alimentos.

## Monedas proyectadas a convertirse al SUCRE
Las monedas convertibles de los países miembros del ALBA son las siguientes:
| Bandera                                 | País                         | Moneda                    | Año de implantación |
| --------------------------------------- | ---------------------------- | ------------------------- | ------------------- |
| Bandera de Antigua y Barbuda            | Antigua y Barbuda            | Dólar del Caribe Oriental | 1983                |
| Bandera de Bolivia                      | Bolivia                      | Boliviano                 | 1987                |
| Bandera de Cuba                         | Cuba                         | Peso cubano convertible   | 1994                |
| Bandera de Dominica                     | Dominica                     | Dólar del Caribe Oriental | 1983                |
| Bandera de Ecuador                      | Ecuador                      | Dólar estadounidense      | 2000                |
| Bandera de Nicaragua                    | Nicaragua                    | Córdoba                   | 1991                |
| Bandera de San Vicente y las Granadinas | San Vicente y las Granadinas | Dólar del Caribe Oriental | 1983                |
| Bandera de Uruguay                      | Uruguay                      | Peso Uruguayo             | 1993                |
| Bandera de Venezuela                    | Venezuela                    | Bolívar                   | 1879                |

Uruguay no es miembro pleno del ALBA. Sin embargo suscribió una solicitud de adhesión a la moneda del ALBA, el domingo 24 de marzo de 2013. Esta moneda que en un inicio tiene un carácter virtual es utilizada en las diferentes transacciones comerciales de los países miembros a través del Banco del ALBA, los estados participantes colocan sumas de capital en dicho banco, creando un Fondo de Compensación y otros mecanismos regulatorios, para limar las asimetrías financieras.
La unión ALBA-SUCRE es similar a la del Euro en la Unión Europea y quiere apoyar el comercio interregional y la productividad en la zona. El ALBA ha registrado transacciones comerciales por 3.099.786.072,10 de dólares estadounidenses mediante el Sistema Unitario de Compensación Regional desde su fundación hasta 2015.